# Кьопрючай
 Тази статия е за реката с древното име Евримедон.  За древногръцкия стратег вижте Евримедон (стратег).  
Кьопрючай (на турски: Köprüçay) е река във вилает Анталия, Турция, която се влива в Средиземно море. В древността реката е известна като Евримедон (на гръцки: Εὐρυμέδων).

## История
При устието ѝ през V век пр.н.е. (годината е обект на спор между историците: 469 или 466 г. пр.н.е.) атинският генерал Кимон разбива голяма персийска армия от флота и пехота при т.нар. Битка при Евримедон. Двете битки по суша и вода се състояли в един ден и завършили с пленяването и унищожаването от страна на Кимон на цялата финикийска флотилия от 200 кораба-триреми.
През 190 г. пр.н.е. в хода на Римско-сирийската война, близо до реката се провежда Битка при Евримедон (190 пр.н.е.), когато флотилия на гръцкия град-държава Родос, който се сражава като съюзник на Римската република, под предводителството на римския политик и военачалник Луций Емилий Регил, разбива флотилията на селевкидите на цар Антиох III, оглавявана от Ханибал Барка.
Страбон споменава край устието на реката езеро, което нарича Каприй, но в съвремеността на това място се намира солено блато.

## Мостове
Мост над Евримедон (Аспендос)
На около 16 километра от устието нагоре по течението се намира древният памфилийски град Аспендос, край който е построен римски мост от около 400 г. пр.н.е., впоследствие разрушен вероятно при земетресение. Със същия материал са строени и някои от най-важните постройки на Аспендос – амфитеатъра, входа на базиликата, нимфеума, вероятно и акведукта на Аспендос.
През XIII век във времето на селджукските турци мостът е реконструиран, основно използвайки материала, останал от римско време, но с различна архитектура: почти два пъти по-малка от оригиналната ширина (от 9 на 5 метра), и с по-ниски арки, както и с едно характерно изместване във височината и по дължината на моста, компенсирано от два прави ъгъла на зиг-заг в средата на моста.
Мост над Евримедон (Селге)
Друг мост от римско време е построен на около 40 километра по-нагоре по течението, близо до древния писидийски град Селге. Този мост е съхранен непокътнат. Съдейки по техниката на строителството му и солидната каменна зидария, мостът се датира към II в. сл.н.е., когато град Селге е бил в разцвета си.